# فرهنگ توصیفی دستور زبان فارسی
فرهنگ توصیفی دستور زبان فارسی کتابی از علاءالدین طباطبایی است که به تعریف و شرح اصطلاحات به کار رفته در توصیف دستور زبان فارسی می‌پردازد. این کتاب در سال ۱۳۹۵ منتشر و در مراسم کتاب سال جمهوری اسلامی ایران به‌عنوان کتاب شایسته تقدیر معرفی شد.

## نقد و بررسی
جلسهٔ نقد و بررسی این کتاب با حضور احمد سمیعی (گیلانی)، امید طبیب‌زاده، علاءالدین طباطبایی و علی‌اشرف صادقی در ۱۵ دی ۱۳۹۵ در سرای اهل قلم برگزار شد.
طبیب‌زاده معتقد است با این کتاب که درآمدی مناسب برای تدوین دستور جامع زبان فارسی به‌شمار می‌آید، «دور جدیدی در تاریخ فرهنگ‌نویسی زبان فارسی آغاز شده‌است».
سارا شریف‌پور در نشریه فرهنگ‌نویسی،
مونا ولی‌پور، عارفه نژادبهرام و سهند الهامی خراسانی در فصلنامهٔ نقد کتاب
و محمد راسخ مهند در نشریه دستور، نقدهای مفصلی بر این کتاب نوشته‌اند.